# Орловский уезд (Вятская губерния)
Орло́вский уе́зд — административно-территориальная единица в составе Сибирской, Казанской и Вятской губерний, существовавшая в 1719—1929 годах. Уездный город — Орлов.

## Географическое положение
Располагался в западной части Вятской губернии, на севере граничил с Вологодской губернией. Площадь в 1897 году составляла 12 455,1 верст² (14 174 км²), в 1926 году — 13 827 км².

## История
В 1719 году в соответствии со Второй Петровской реформой в составе Вятской провинции Сибирской губернии был образован Орловский дистрикт, как местность вокруг города Орлов. В 1727 году дистрикты были преобразованы в уезды, а Орловский уезд вместе с Вятской провинцией переданы Казанской губернии.
Официально Орловский уезд был оформлен в 1780 году в составе Вятского наместничества (с 1796 года — Вятской губернии).
16 апреля 1919 года из Орловского уезда в Нолинский была передана Воскресенская волость.
19 сентября 1919 года из Орловского уезда в Советский была передана Кожинская волость.
В 1923 году переименован в Халтуринский уезд.
14 января 1929 года Вятская губерния была упразднена и Халтуринский уезд был включён в состав Нижегородской области.
10 июня 1929 года Вятская губерния и все уезды были упразднены. На территории Халтуринского уезда образован Халтуринский район Вятского округа Нижегородского края. Слудская волость отошла к автономной области Коми (Зырян) Северного края.

## Демография
По данным переписи 1897 года в уезде проживало 213 479 человек. В том числе русские — 97,6 %, коми-пермяки — 2,4 %. В Орлове проживало 3256 человек.
По итогам всесоюзной переписи населения 1926 года население уезда составило 243 698 человек, из них городское — 6458 человек.

## Административное деление

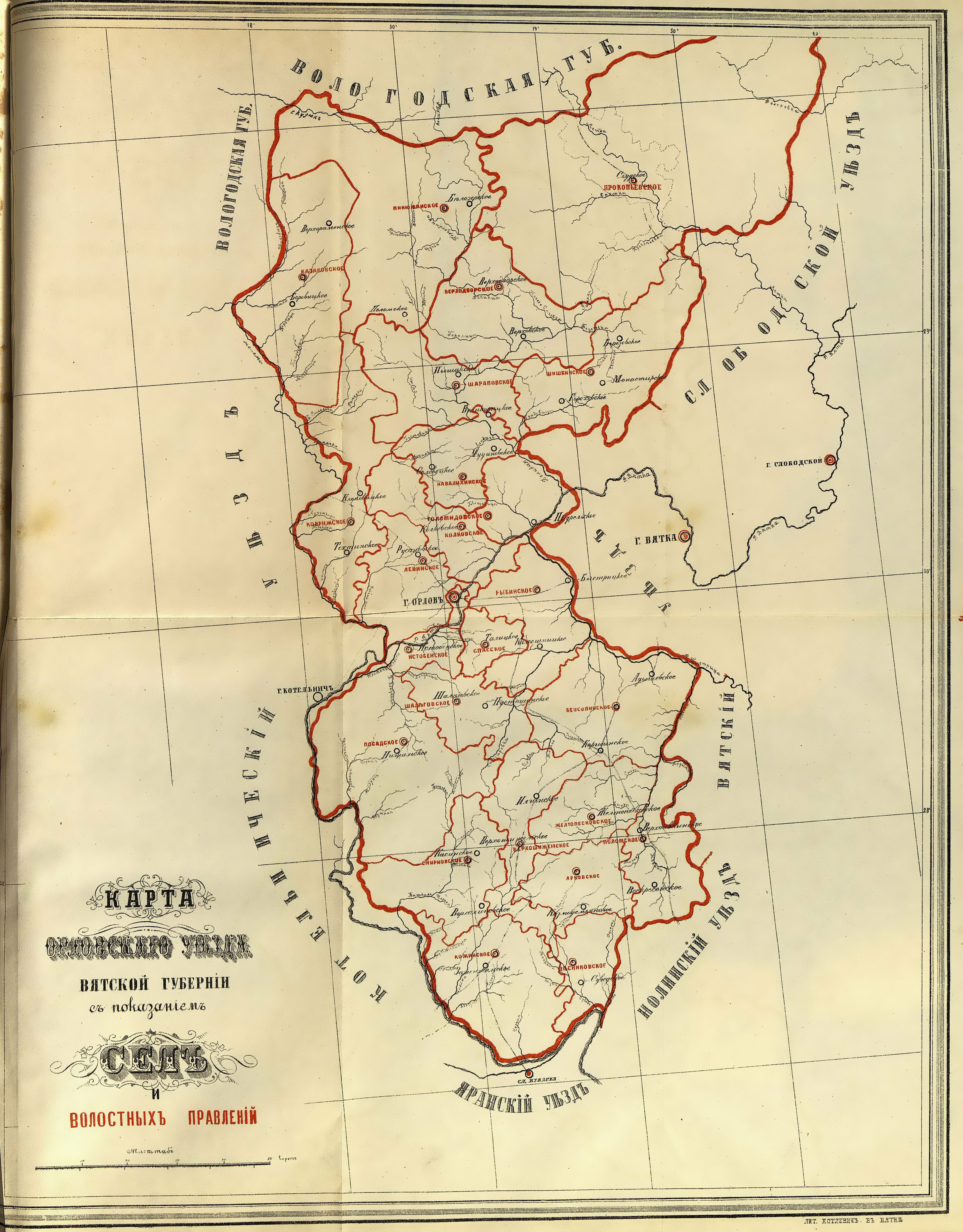
Карта Орловского уезда 1876 года

В 1891 году в состав уезда входило 29 волостей:
| № п/п | Волость         | Волостное правление   | Число селений | Население |
| ----- | --------------- | --------------------- | ------------- | --------- |
| 1     | Адышевская      | с. Адышево            | 41            | 3509      |
| 2     | Верховская      | с. Верховское         | 118           | 9229      |
| 3     | Верходворская   | с. Верходворское      | 82            | 5835      |
| 4     | Верхошижемская  | с. Верхошижемское     | 34            | 2944      |
| 5     | Воскресенская   | с. Воскресенское      | 47            | 4111      |
| 6     | Желтопесковская | с. Желтопесковское    | 65            | 6005      |
| 7     | Илганская       | починок Пунгинский    | 31            | 5287      |
| 8     | Истобенская     | с. Истобенское        | 79            | 6390      |
| 9     | Казаковская     | д. Нагибинская        | 217           | 8317      |
| 10    | Камешницкая     | с. Камешницкое        | 55            | 4786      |
| 11    | Коврижская      | починок Коврижский    | 167           | 11 022    |
| 12    | Кожинская       | д. Кожинская          | 77            | 6636      |
| 13    | Колковская      | с. Колковское         | 178           | 10 945    |
| 14    | Коршикская      | с. Коршинское         | 74            | 7051      |
| 15    | Левинская       | д. Рыловы             | 256           | 13 321    |
| 16    | Лесниковская    | починок Лесниковский  | 49            | 3442      |
| 17    | Навалихинская   | починок Пышакский     | 126           | 10 299    |
| 18    | Пинюжанская     | с. Белозерское        | 154           | 6703      |
| 19    | Подрельская     | с. Подрельское        | 83            | 7755      |
| 20    | Поломская       | д. Полом              | 76            | 7036      |
| 21    | Посадская       | с. Пищальское         | 152           | 10 340    |
| 22    | Рыбинская       | починок Бакулины      | 47            | 4480      |
| 23    | Слудская        | с. Слудское           | 55            | 5247      |
| 24    | Смирновская     | починок Бакулинский 2 | 104           | 7844      |
| 25    | Спасская        | с. Спас-Талицкое      | 84            | 5445      |
| 26    | Шалеговская     | с. Шалеговское        | 92            | 7356      |
| 27    | Шараповская     | д. Шарапенки          | 157           | 10 317    |
| 28    | Шишкинская      | д. Большая Шишкинская | 145           | 10 447    |
| 29    | Ярковская       | починок Ярковский     | 55            | 4256      |

К 1913 году была образована Берёзовская волость (центр — с. Березовское).
По переписи 1926 года в состав Халтуринского уезда входило 11 волостей, 1 город и 1 рабочий посёлок:
| № п/п | Волость        | Центр             | Число сельсоветов | Число НП | Население |
| ----- | -------------- | ----------------- | ----------------- | -------- | --------- |
| 1     | Верхошижемская | с. Верхошижемское | 19                | 354      | 32 422    |
| 2     | Гороховская    | с. Верховское     | 26                | 464      | 34 239    |
| 3     | Казаковская    | с. Боровица       | 10                | 227      | 11 792    |
| 4     | Коврижская     | с. Батухтино      | 11                | 243      | 14 518    |
| 5     | Кожинская      | д. Кожинская      | 9                 | 166      | 14 318    |
| 6     | Коршикская     | с. Коршинское     | 13                | 196      | 19 995    |
| 7     | Пинюжанская    | с. Белозерское    | 10                | 186      | 9144      |
| —     | —              | станция Мураши    | —                 | —        | 1736      |
| 8     | Посадская      | с. Пищальское     | 10                | 271      | 22 905    |
| 9     | Слудская       | с. Слудское       | 9                 | 126      | 7527      |
| 10    | Халтуринская   | г. Халтурин       | 20                | 641      | 40 354    |
| —     | —              | город Халтурин    | —                 | —        | 4722      |
| 11    | Шараповская    | с. Великорецкое   | 18                | 391      | 30 026    |

## Председатели уисполкома
С 1918 по 1929 годы в Орловском уисполкоме председательствовали:
| ФИО                                         | Период                      |
| ------------------------------------------- | --------------------------- |
| Жигалов Фёдор Степанович                    | январь — июнь 1918          |
| Целищев Александр Семёнович                 | июнь — ноябрь 1918          |
| Ситников Симон Романович                    | ноябрь 1918 — март 1919     |
| Целищев Михаил Иванович                     | март — июнь 1919            |
| Чикишев Пётр Филиппович                     | июнь 1919 — сентябрь 1920   |
| Агалаков Николай Георгиевич                 | сентябрь 1920 — ноябрь 1921 |
| Кротов Емельян Трофимович                   | ноябрь 1921 — октябрь 1922  |
| Целищев Александр Семенович                 | октябрь 1922 — июль 1924    |
| Новосёлов Андрей Иванович                   | июль 1924 — апрель 1925     |
| Мальцев Сергей Иванович — партийный деятель | апрель 1925 — март 1928     |
| Штин Михаил Кириллович                      | июнь 1928 — февраль 1929    |
| Клабуков Иван Дмитриевич                    | март — июль 1929            |

## Известные люди уезда
- Дорофеев, Анатолий Васильевич (1920—2000) — Герой Российской Федерации (1995).
- Маракулин, Павел Павлович (1937—2017) — поэт, прозаик, журналист, член Союза писателей СССР.
- Савиных, Андрей Григорьевич (1888—1963) — томский врач.
- Сычугов, Савватий Иванович (1841—1902) — земский врач, просветитель, литератор, историк медицины, меценат, основатель первой общедоступной библиотеки в селе Верховино.